# HK Prizma Ryga
HK Prizma Ryga – łotewski klub hokeja na lodzie z siedzibą w Rydze.
W sezonie 2000/2001 drużyna występowała też w rozgrywkach Baltic League.

## Sukcesy
- Złoty medal mistrzostw Łotwy: 2014
- Brązowy medal mistrzostw Łotwy: 2016